# Henryk Kapiszewski (1899–1964)
Henryk Kapiszewski (ur. 19 grudnia 1899 w Niżankowicach, zm. 29 czerwca 1964 w Krakowie) – polski prawnik, urzędnik, historyk, archiwista, harcmistrz i działacz harcerski.

## Życiorys
Urodził się 19 grudnia 1899 w Niżankowicach. W 1918 ukończył Gimnazjum Klasyczne w Brzozowie (w jego klasie był m.in. Stanisław Bodniak). W 1925 został absolwentem Wydziału Prawa Uniwersytetu Jagiellońskiego uzyskując tytuł magistra. Od 1913 należał do Związku Harcerstwa Polskiego. W 1920 uzyskał tytuł harcmistrza. Działał w redakcji czasopisma „Na Tropie” od 1928, był członkiem Głównej Kwatery Harcerzy, od 1935 pełnił funkcję kierownika Działu Zagranicznego Naczelnictwa ZHP, był uczestnikiem Kongresów i Zlotów (Jamboree) Skautowych, od 1933 do 1936 był przybocznym przewodniczącego ZHP, dr. Michała Grażyńskiego. W okresie II Rzeczypospolitej był pracownikiem Konsulatu Generalnego RP w Pradze od 1923 do 1926 i w wydziale prezydialnym Urzędu Wojewódzkiego Śląskiego w Katowicach od 1926 do 1939. W lipcu 1939 został mianowany radcą w Departamencie Konsularnym Ministerstwa Spraw Zagranicznych.
28 marca 1928 jego żoną została Maria (1907–1987), córka pisarki Heleny Zakrzewskiej i fizyka Konstantego Zakrzewskiego także działaczka harcerska (ślub odbył się w kościele św. Anny w Krakowie).
Po wybuchu II wojny światowej i klęsce polskiej wojny obronnej, dysponując paszportem dyplomatycznym, przedostał się przez Rumunię do Francji. 9 października 1939 Michał Grażyński utworzył Naczelny Komitet Wykonawczy ZHP, w skład którego (oprócz Grażyńskiego) weszli: wiceprzewodniczący ZHP gen. bryg. dr Józef Zając, hm. Maria Kapiszewska oraz komisarz międzynarodowy ZHP hm. Henryk Kapiszewski. We Francji był żołnierzem 4 Dywizji Piechoty. Po upadku kampanii francuskiej 1940 i upadku Francji działał w tamtejszym ruchu oporu. Został aresztowany przez gestapo, jednak zbiegł. Po odnalezieniu żony (pełniącej funkcję komendantki harcerek we Francji) przedostał się przez Hiszpanię do Wielkiej Brytanii.

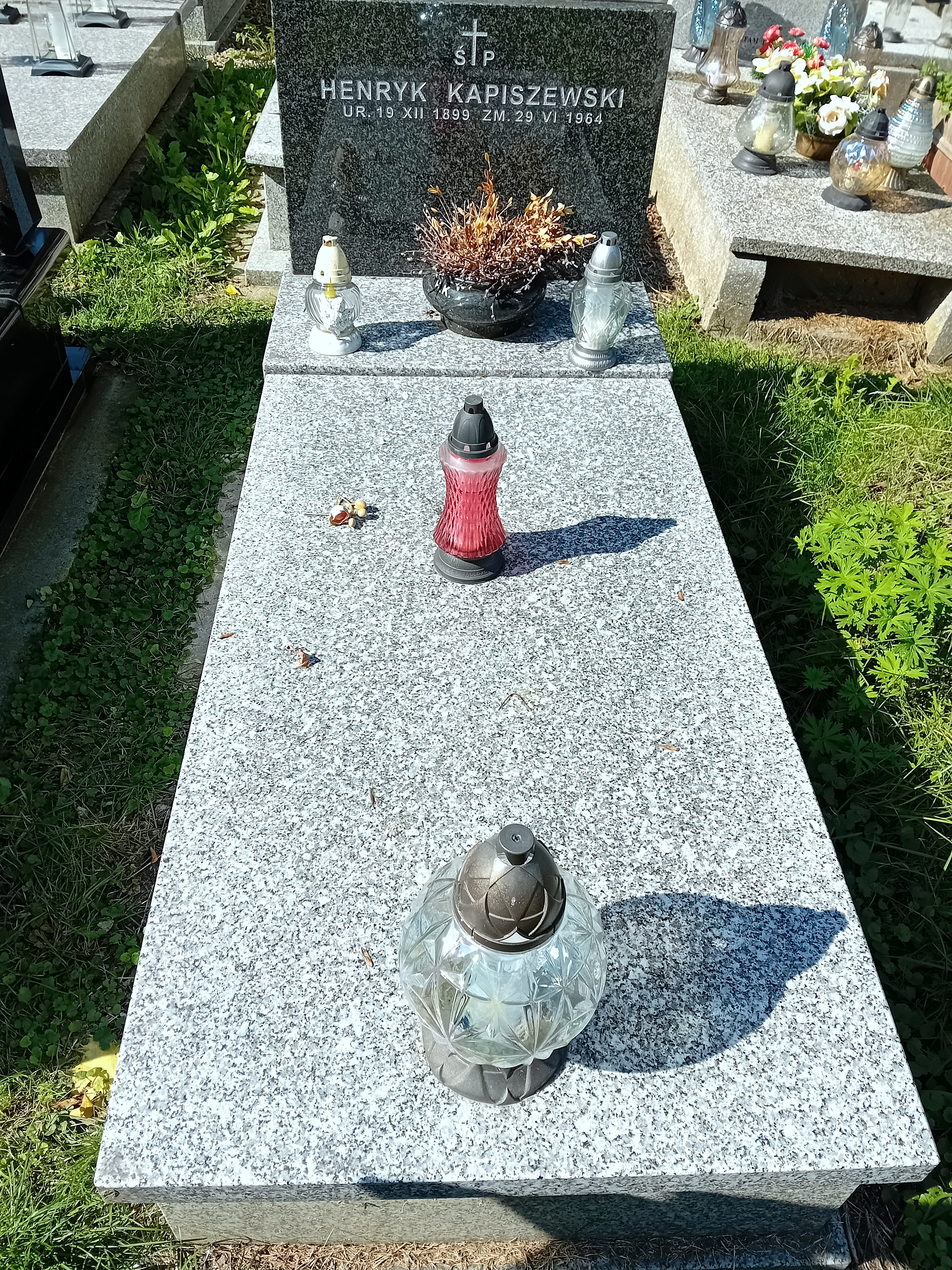
Nagrobek Henryka Kapiszewskiego

Po wojnie powrócił do Polski wraz z żoną w 1947, był prześladowany przez władze komunistyczne Polski Ludowej (inwigilacja, przesłuchania ze strony SB). Prowadził studia historyczne badając dzieje Polski średniowiecznej i stosunki państwa w południowymi sąsiadami. Publikował prace w tym zakresie, a także w dziedzinie historii harcerstwa polskiego. Był redaktorem odpowiedzialnym czasopisma harcerskich drużyn szkół powszechnych „Zastępowy”. Na przełomie lat 40. i 50. pracował jako stróż nocny, a od października 1956 pracował w Archiwum Państwowym w Krakowie na stanowisku starszego archiwisty. Był członkiem Polskiego Towarzystwa Historycznego i Polskiego Towarzystwa Archeologicznego.
Zmarł 29 czerwca 1964 w Krakowie. Został pochowany 2 lipca 1964 na tamtejszym cmentarzu Rakowickim (kwatera LXXII-9-13).
Synem Henryka i Marii Kapiszewskich był Andrzej Kapiszewski (1948–2007), naukowiec, dyplomata, arabista.

## Ordery i odznaczenia
- Złoty Krzyż Zasługi
- Srebrny Krzyż Zasługi (9 listopada 1932)[6]

## Publikacje
- Droga św. Wojciecha z Saksonii do Polski wiodła przez Pannonię (1957)
- Tysiąclecie eremity polskiego. Świrad nad Dunajcem, [w:] „Nasza Przyszłość”, 1958, t. 8
- Zagadnienia metropolii słowiańskiej w Sandomierzu, [w:] „Małopolskie Studia Historyczne”, 1958, z. 1
- Eremita Świrad w Panonii, [w:] „Nasza Przyszłość”, 1959, t. 10
- Droga z Panonii do Polski w roku 996. Przyczynek do dziejów Przełęczy Dukielskiej „Acta Archaeologica Carpathica”, 1960, t. II, z. 1–2
- Najdalszy zasięg posiadłości pierwszych Piastów na południe od Karpat, [w:] „Acta Archaeologica Carpathica”, 1961, t. 3
- Niektóre zagadnienia ziem po południowej stronie przełęczy karpackich w dobie pierwszych Piastów (Sprawozdanie z Posiedzenia Oddziału PAN w Krakowie, 1962)
- Cztery źródła do żywota św. Świrida, [w:] „Nasza Przyszłość”, 1964, t. 19
- Eremita Świrad na Ziemi Rodzimej, [w:] „Nasza Przyszłość”, 1966, t. 23
- Najdalszy zasięg władztwa pierwszych Piastów na południe od Karpat od Castrum Salis po Czersz
- Związek Harcerstwa Polskiego w Niemczech (1969)
- Działalność misyjna Polski Pierwszych Piastów na Ziemiach Przykarpackich na przełomie X i XI wieku, [w:] „Nasza Przyszłość”, 1970, t. 33